# Holographis
Holographis là chi thực vật có hoa trong họ Acanthaceae.